# Agersø
Agersø ist eine dänische Insel zwischen  Smålandsfarvandet (deutsch Smålandsfahrwasser) und dem Großen Belt vor Seeland.
Die 684 ha große Insel erstreckt sich 7 km von Norden nach Süden und 3 km von Osten nach Westen. Der höchste Punkt von Agersø liegt 12 m über dem Meeresspiegel. Die Insel bildet eine eigene Kirchspielsgemeinde (dän.: Sogn), Agersø Sogn, und gehörte bis 1970 zur Harde Vester Flakkebjerg Herred im damaligen Sorø Amt, seither zur Skælskør Kommune im damaligen Vestsjællands Amt, die mit der Kommunalreform zum 1. Januar 2007 in der Slagelse Kommune in der Region Sjælland aufgegangen ist. Der größte Teil der Fläche der Insel wird landwirtschaftlich genutzt.

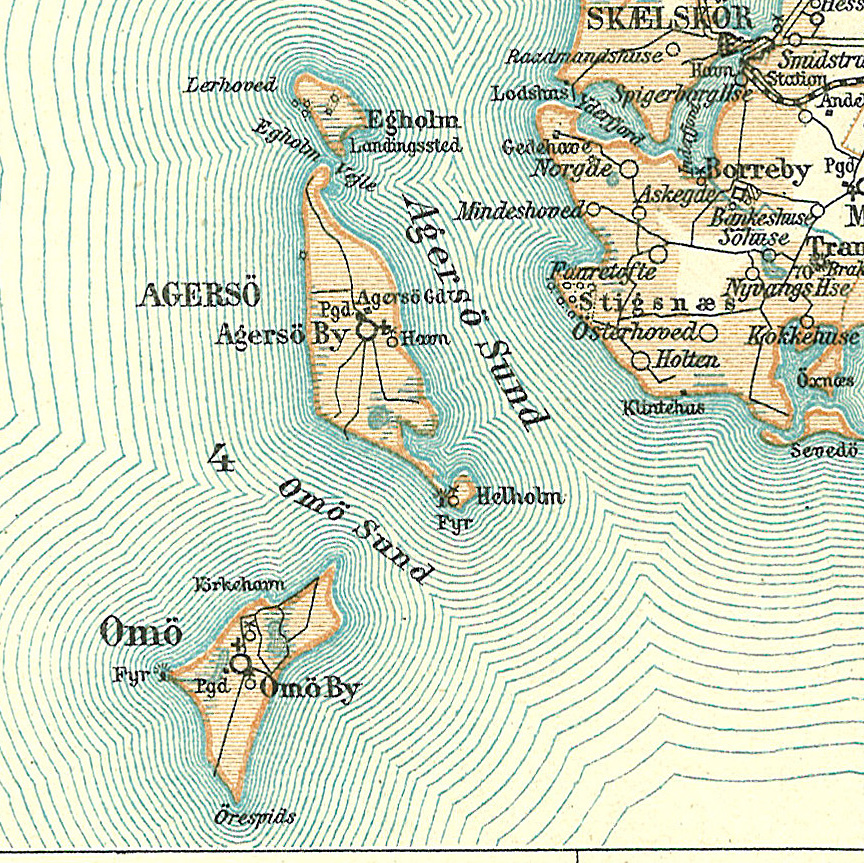
Agersø Karte

Auf der Insel leben 202 Menschen (Stand: 1. Januar 2023). Agersø gehört zum Verband dänischer Kleininseln.
Agersø ist ein verschlungenes Netz bunter Häuser und Höfe. Ein Dorfteich bildet das Zentrum für die Einwohner. Im kleinen Hafen widmen sich Fischer ihrem Fang und bieten Angelfahrten in dem bis zu 63 Meter tiefen Meeresgebiet an.
Die schönsten Naturgebiete liegen bei Egholm an der Nordspitze von Agersø und am Omøsund im Süden der Insel, wo der kleine Helleholm an Agersø anschließt. Die Insel und die Holme haben eine großartige Flora und Vogelwelt. Die Moore, Strände und Salzgraswiesen der Insel werden von vielen verschiedenen Watt- und Strandvögeln als Nistplätze benutzt.
Die Fähre benötigt für die Überfahrt nach Stigsnæs 15 Minuten.
Der Skarpsten ist ein Findling. Er liegt 30 Meter von der Küste entfernt im Meer, in der Nähe des Helholmvej. Er ist etwa 1,3 Meter hoch, 2,2 Meter breit und 3,5 Meter lang.